# Rudolf Frass
Rudolf Frass (* 17. April 1880 in St. Pölten; † 7. Juli 1934 in Wien) war ein österreichischer Architekt.

## Leben
Frass war der Sohn des Direktors der städtischen Gaswerke St. Pölten, Alois Frass und dessen Frau Anna Reisinger. Sein Bruder war der Bildhauer Wilhelm Frass. Beide Brüder besuchten die Staatsgewerbeschule in Wien und anschließend die Akademie der bildenden Künste Wien. Er studierte hier von 1900 bis 1904 bei Otto Wagner. 1906 eröffnete er gemeinsam mit seinem Bruder ein Atelier in Wien, während er seinen Wohnsitz gleichzeitig in St. Sebastian bei Mariazell aufschlug. Er hatte im gleichen Jahr Friederike Strauss geheiratet, mit der er später vier Kinder hatte. Vor dem Ersten Weltkrieg entstanden so Hotels und Villen in Niederösterreich und Wien. Gute Kontakte zu wohlhabenden Industriellen verschafften ihm zahlreiche Aufträge. In den 1920er Jahren führte Frass in Wien auch Pläne für einige soziale Wohnhausanlagen, oft zusammen mit anderen Architekten, aus. Daneben beteiligte er sich an zahlreichen Wettbewerben und machte Entwürfe, die Aufsehen erregten. 1927–28 war er in Amerika auf einer Vortragstour. Seine erfolgreiche Karriere wurde durch zwei Gehirnschläge beendet, von denen der zweite tödlich war. Seine 1932 mit den ehemaligen Mitarbeitern Hrabal und Busch gegründete Architektengemeinschaft führte dazu, dass diese beiden das Büro zunächst weiterführten, nach kurzer Zeit aber mit den zahlreichen vorhandenen Plänen nach Amerika gingen.

## Leistung
Frass war ein sehr erfolgreicher Architekt der ersten Hälfte des 20. Jahrhunderts in Wien und Niederösterreich. Er war ein typischer Otto Wagner-Schüler, der mit sezessionistischen Bauten begann und dann Elemente des Heimatstils aufnahm. Dadurch passten sich seine Bauten in Niederösterreich den lokalen Gegebenheiten gut an. In Wien vertrat er den typischen Wiener Gemeindebaustil, bei dem sich moderne Formen mit Gestaltungselementen des Heimatstils, wie Erkern oder Figurenschmuck (oft von seinem Bruder Wilhelm), vereinten. Einige Entwürfe konnten nicht realisiert werden, wie ein Laubenhaus in Baden, eine Hauptschule in St. Pölten (das sogenannte „Windradl“) oder der erste Hochhausbau in Wien.

## Werke

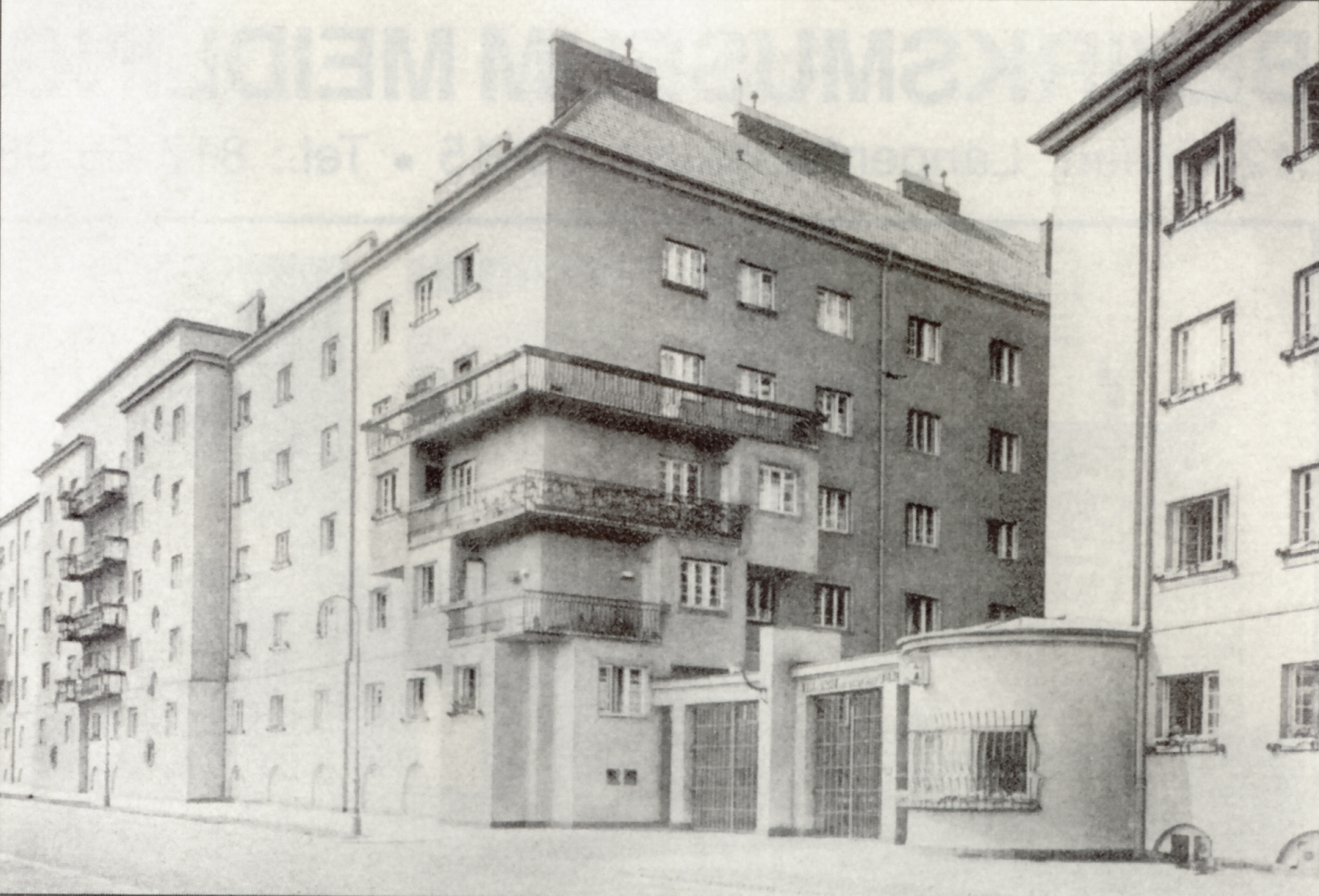
Wohnhausanlage Am Wienerberg

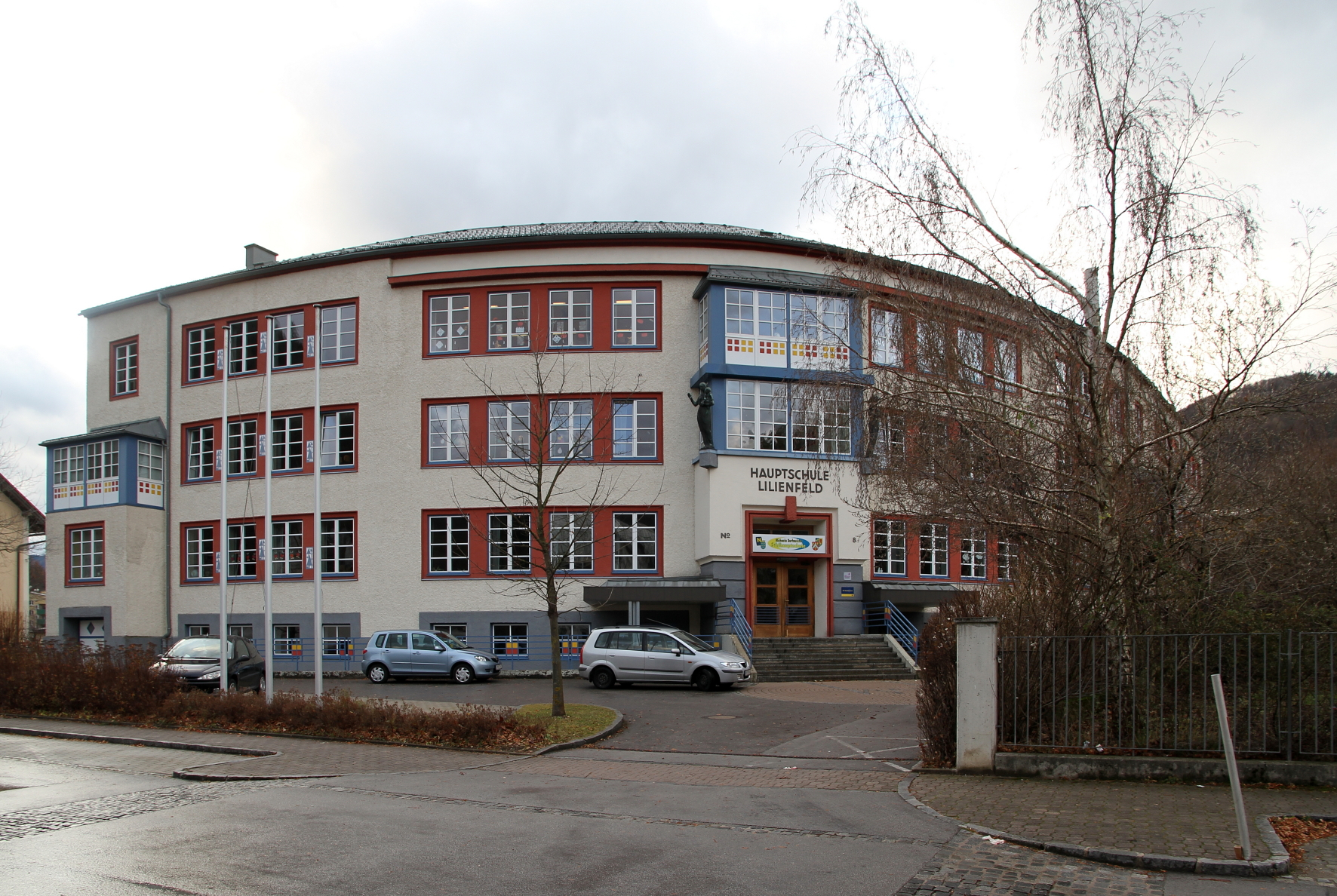
Hauptschule Lilienfeld: 1928/29 von Rudolf Fraß im Stil der Neuen Sachlichkeit erbaut und 1960–64 erweitert.

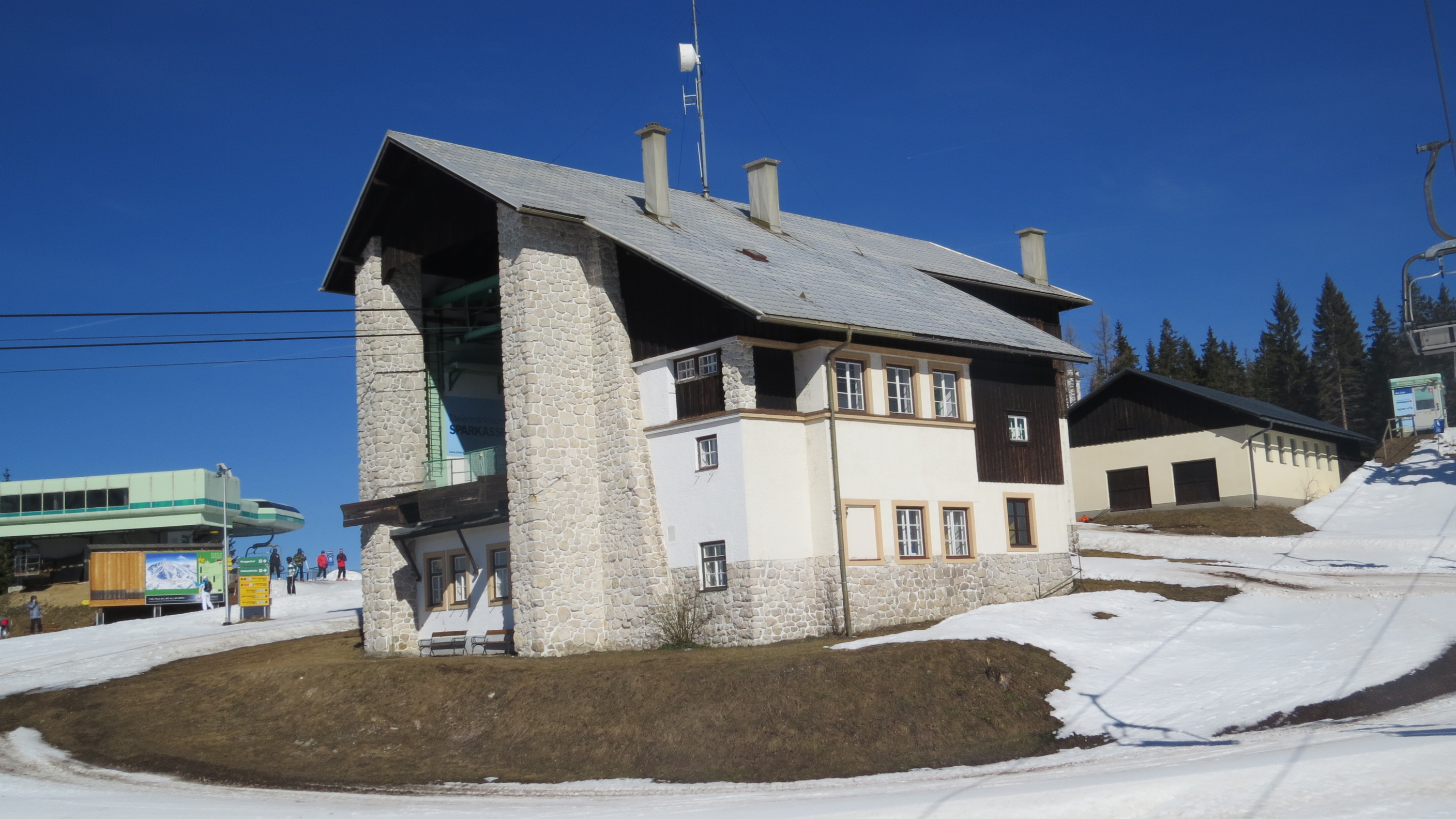
Bergstation der Seilbahn auf die Bürgeralpe von 1927 (2019 abgerissen)

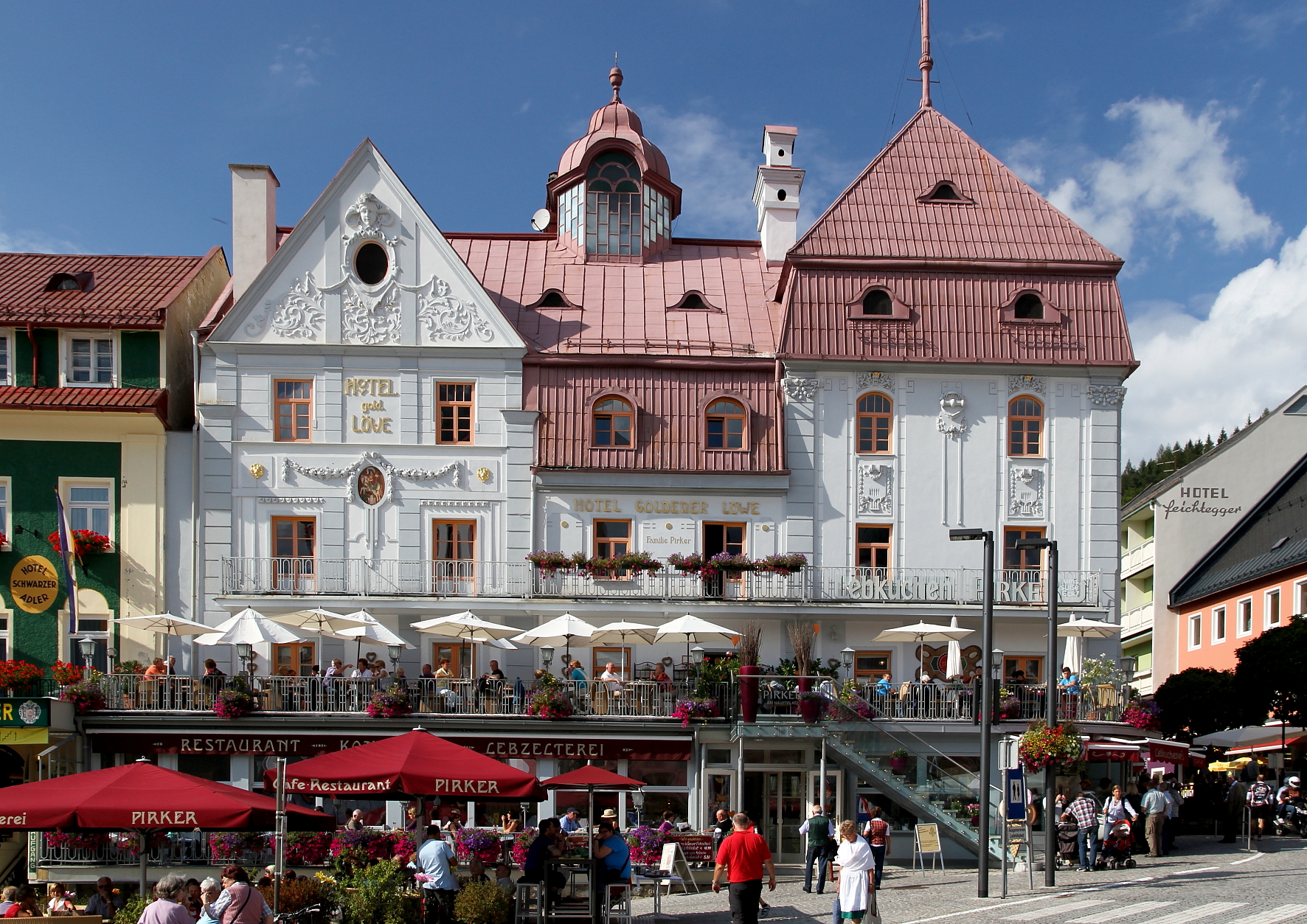
Hotel Goldener Löwe in Mariazell (1912)

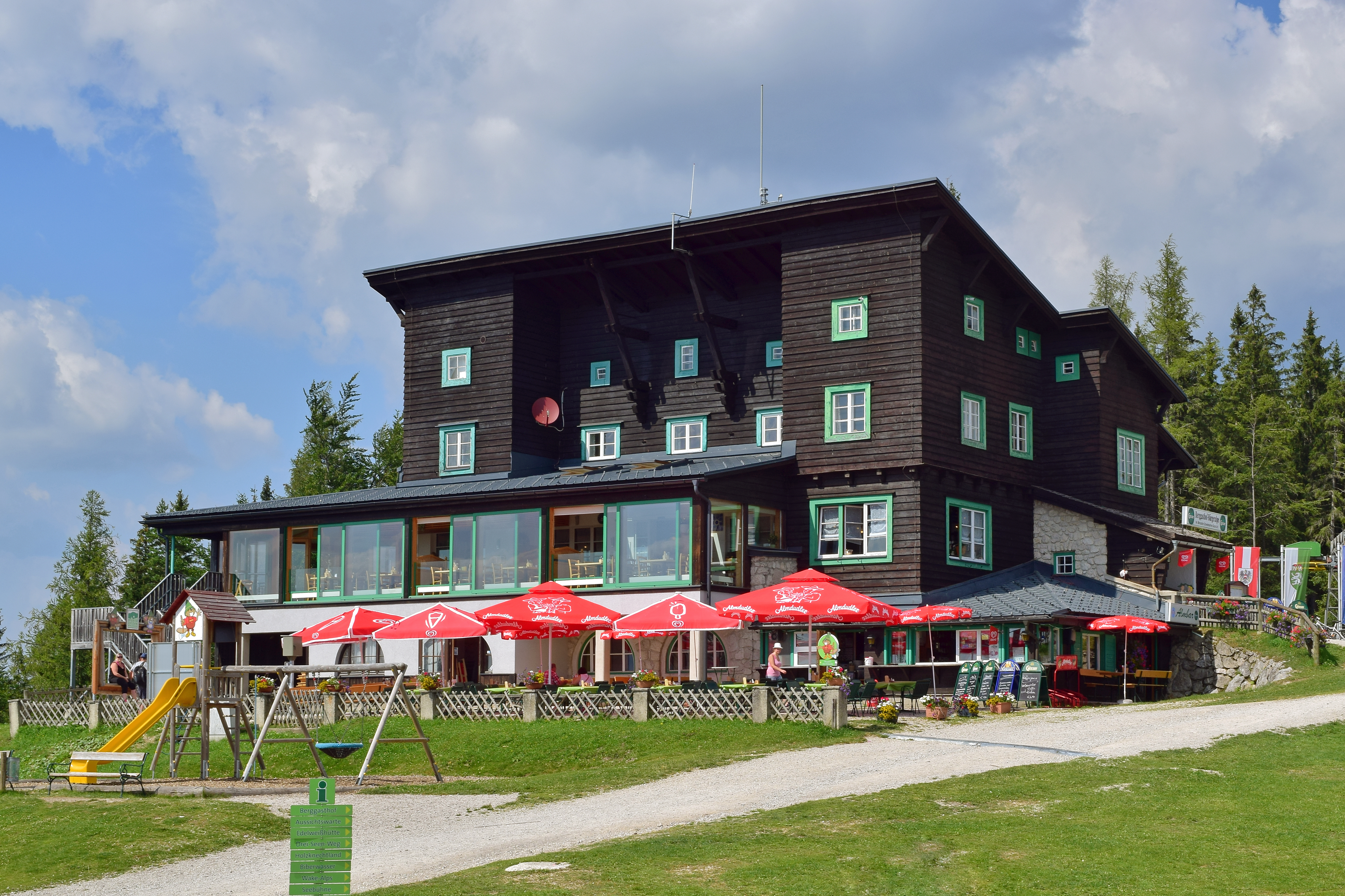
Berggasthof Bürgeralpe (ehemals Hotel) (1927)

- Villa Marienheim in St. Pölten (1902)
- Villa Tausig in St. Pölten (1906)
- Alpenkurhotel Gösing an der Mariazellerbahn (1907–12)
- Hotel Rohrbacherhof in Mariazell (1909)
- Hallerhof in Puchenstuben (1909–10)
- Villa Marchetstraße 40, Baden (1910)
- Hotel Zur Kaiserin von Österreich, St. Pölten (1912–13)
- Hotel Schwarzer Adler, Mariazell (1912)
- Hotel Goldener Löwe, Mariazell (1912)
- Voithvilla in St. Pölten (1913–17)
- Wohn- und Geschäftshaus Schneeberger, St. Pölten (1914)
- Villa Jahnstraße 20, St. Pölten (1914)
- Villa in Kreuzberg 56, Payerbach (1914–15)
- Villa in Loosdorf (1914–15)
- Flüchtlingslager in verschiedenen Orten der Monarchie (1914–18)
- Hotel Laufenstein, Mariazell (1920)
- Hotel Marienwasserfall, Grünau bei Mariazell (1920) (2020 abgerissen)
- Hotel Burger, Wienerbruck (1921) (2014 demoliert, jetzt Parkplatz)
- Alpenkurhotel in Puchenstuben (1921)
- Landhaus Flesch in St. Sebastian bei Mariazell (1921)
- Kriegerdenkmal in Tarrenz, Tirol (1922)
- Mausoleum Fürst Ladislaus Batthyány, Körmend, Ungarn (1923)
- Wohn- und Geschäftshaus Heßstraße 2–6, St. Pölten (1923)
- Wohn- und Kanzleigebäude Heßstraße 14, St. Pölten (1924)
- Hagengut, Mitterbach am Erlaufsee (1924)
- Dorotheum in St. Pölten (1924–25)
- Wohnhausanlage Am Wienerberg, Wien 12 (1925–27) gemeinsam mit Karl Dorfmeister und Rudolf Perco
- Wohnhausanlage Professor-Jodl-Hof, Wien 19 (1925–26) gemeinsam mit Rudolf Perco und Karl Dorfmeister
- Kriegerdenkmal in Melk (1926)
- Weihnachtsschau des Wiener Künstlerhauses – Gestaltung von Ausstellungsräumen (1926)
- Tal- und Bergstation der Seilbahn auf die Bürgeralpe, Mariazell (1927) (Talstation 2004, Bergstation April 2019 demoliert)
- Hotel Bürgeralpe, Bürgeralpe bei Mariazell (1927)
- Kriegerdenkmal in Mautern, Steiermark (1928)
- Hotel 3 Hasen in Mariazell (1928)
- Volks- und Hauptschule in Dörfl bei Lilienfeld (1928–29)
- Villa Graarud, Wien 18 (1928–29)
- Wohnhausanlage Goethehof, Baublock B, Wien 22 (1929–30)
- Villa Meinl, Ramsau in Niederösterreich (1930)
- Miethaus Am Modenapark 7, Wien 3 (1930–31)
- Miethaus Rathausplatz 2, St. Pölten (1932)